# Ṛgveda Saṃhitā
La Ṛgveda Saṃhitā ([ɻɡʋeːdɐ]; devanāgarī: ऋग्वेदसंहिता) è una delle Saṃhitā riportate nei Veda e facente parte del Ṛgveda, gli "Inni dei Veda". Il nome può dunque essere reso con "Raccolta degli inni dei Veda" (o letteralmente "Raccolta delle strofe della sapienza"), con riferimento ai versi recitati (ṛc) nelle cerimonie sacrificali.
La Ṛgveda Saṃhitā è la prima raccolta di inni religiosi composti in una forma arcaica di sanscrito, detto sanscrito vedico, facente parte di quel vasto insieme di testi religiosi denominati Veda, fondamento della religione vedica, successivamente del Brahmanesimo e, infine, di quel complesso e composito sistema religioso e filosofico religioso che va sotto il nome di Induismo.

## Generalità
yā jāgṛvir vidathe śasyamānendra yat te jāyate viddhi tasya»
(Ṛgveda, III, 39,1)
È attualmente impossibile stabilire con certezza la data di compilazione della Ṛgveda Saṃhitā (o più semplicemente Ṛgveda); gli inni sacri risalgono – nella redazione a noi pervenuta – probabilmente al secondo millennio a.C., nel periodo compreso tra il 2000 a.C. e il 1500 a.C., con la sua definitiva collocazione nella forma attuale databile al VII secolo a.C.
Antonio Rigopoulos ricorda:
(Antonio Rigopoulos, in Hinduismo antico (a cura di Francesco Sferra). Milano, Mondadori, 2010, pag.LVIII)
Il Ṛgveda descrive un sistema di credenze basato su riti sacrificali trasmesso oralmente per secoli secondo una linea denominata śākhā.
Oltre ai culti sacrificali, il Ṛgveda contiene molti altri elementi della religiosità indoeuropea. Le divinità principali in questi inni sono Indra, Agni e Soma, mentre l'antico dio del cielo (Dyaus, corrispondente al dio greco Zeus e a quello romano Iupiter) non ha lo stesso rilievo che presenta nel pantheon greco o romano.

## Suddivisione e contenuti

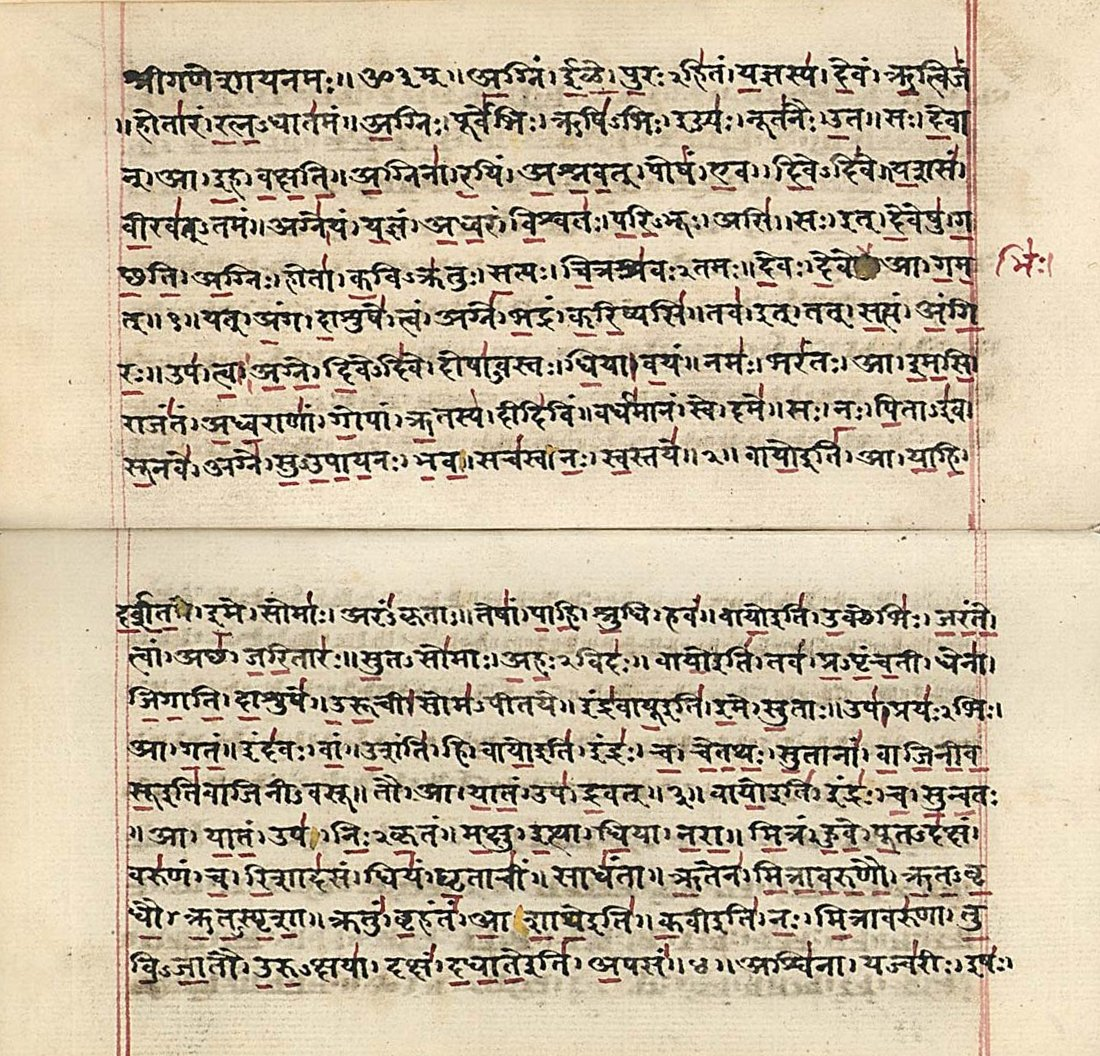
Ṛgveda. Manoscritto in devanāgarī, XIX secolo. Dopo una benedizione ("śrīgaṇéśāyanamaḥ ;; Aum(3) ;;"), la prima riga apre con il primo verso del primo inno del Ṛgveda (1.1.1): Agniṃ ; iḷe ; puraḥ-hitaṃ ; yajñasya ; devaṃ ; ṛtvijaṃ (Ad Agni rivolgo la mia preghiera, al sacerdote domestico, al divino officiante del sacrificio). L'accento vedico è segnalato da sottolineature in inchiostro rosso.

Il Ṛgveda è una raccolta di 1.028 inni denominati sùkta (lett. "ben detto"),  composti da complessive 10.462 strofe di diversi versi metrici denominate mantra (o più comunemente come ṛks, "versetto, invocazione"), suddivisi in dieci libri indicati come maṇḍala (lett. "cicli"), di diseguale ampiezza, struttura e datazione, per un totale di 153.836 parole.
Il I e il X libro contengono 191 inni ciascuno.
Dal II al VII libro, il nucleo più antico del Ṛgveda, vi è la raccolta detta di "famiglia"  (kula) in quanto ciascuno di questi libri fu raccolto da  "cantori" (devanāgarī: ऋषि ṛṣi) riferibili ad una singola "famiglia":
- il II libro appartiene alla famiglia di Gṛtsamada e si compone di 43 inni;
- il III libro alla famiglia di Viśvāmitra e si compone di 62 inni;
- il IV libro alla famiglia di Vāmadeva e si compone di 58 inni;
- il V libro alla famiglia di Atri e si compone di 87 inni;
- il VI libro alla famiglia di Bharadvāja e si compone di 75 inni;
- il VII libro alla famiglia di Vasiṣṭha e si compone di 104 inni.

Ognuno di questi "libri di famiglia" apre con gli inni a due divinità particolari: Agni e Indra. Segue poi un ordine decrescente delle strofe.
I libri I, VIII, IX e X furono aggiunti successivamente. La più antica di queste aggiunte è rappresentata dagli inni dal 51 al 191 del I libro che seguono la logica dei "libri di famiglia", componendosi di nove raccolte riferibili ad altrettanti "cantori", ma di famiglie diverse da quelle del nucleo centrale. Buona parte della prima parte del I libro (versi dal n.1 al n.50) e parte dell'VIII libro è attribuito alla famiglia Kaṇva, contenendo peraltro anche ripetizioni. L'VIII libro (complessivi 103 inni) non inizia con degli inni dedicati ad Agni e contiene delle parti, denominate vālakhilya (inni dal 49 al 59 compresi), considerate dalla stessa tradizione come quasi apocrifi essendo aggiunti alla fine dei manoscritti e non comparendo nella loro numerazione.
Il libro IX è composto da 114 inni attribuiti a oltre sessanta "cantori" e che riguardano quasi esclusivamente il rito del soma, descrivendone la preparazione ivi compresa la spremitura e la purificazione. I nomi dei "cantori" sono gli stessi della raccolta dei libri II-VII. Probabilmente erano raccolti in quei libri essendo successivamente estrapolati per comodità liturgiche. Da notare tuttavia che esso è composto in un metro particolare che suggerisce l'ipotesi che esso veniva cantato piuttosto che recitato, una specie di primo Sāmaveda.
Il libro X si fonda su tre raccolte: la prima, di 60 inni, è suddivisa per autore appartenente a 13 raggruppamenti famigliari; gli inni dal 61 all'84 formano 12 raggruppamenti di due inni ciascuno dedicati alla stessa divinità; l'ultimo gruppo, dall'85 al 191, è composto da inni senza una precisa collocazione, in questo caso piuttosto che aggiunte tardive potrebbe essere il risultato di un accoglimento di inni altrettanto antichi ma appartenenti ad altre collezioni di testi.

## Ilpantheonreligioso e sua evoluzione
Il Ṛgveda si presenta come un insieme di rituali, preghiere e invocazioni riferite, ma non sempre, ad un insieme di divinità. La ricerca contemporanea inquadra tre grandi fasi di evoluzione della presenza di divinità nel Ṛgveda: 
- il primo periodo con le divinità di Agni, Ṛta-Varuṇa e Soma;
- il secondo periodo con Indra e le altre divinità "eroiche";
- il terzo periodo con divinità ariane come Visnù e altre certamente non ariane come Rudra.

## Pratica cultuale
Intorno al X secolo a.C. è attestata una suddivisione, nella pratica cultuale della religione brahmanica, dei compiti della casta sacerdotale, i ṛtvij (più tardi riassunti nella denominazione di brāhmaṇa). In questo contesto il Ṛgveda viene studiato, conservato e recitato dallo hotṛ, l'officiante delle libagioni (simile al zaotar dell'Avestā). Questi, durante la pratica cultuale, è accompagnato da tre assistenti: il maitrāvaruṇa, lo acchāvāka e il grāvastú (quest'ultimo dedicato alla spremitura del soma sacrificale). Questo gruppo di quattro sacerdoti si disponeva a Nord dell'altare sacrificale rivolto verso Oriente, cantando su tre note gli inni di questo Veda durante le offerte.
Di seguito una esemplificativa invocazione di questo Veda, destinata a tutti gli Dèi, in sanscrito e la sua rispettiva traduzione in italiano:
(Ṛgveda, VI, 50,1)